# Shiho Kohata
Shiho Kohata (高畑 志帆 Kohata Shiho?), född 12 november 1989, är en japansk fotbollsspelare som spelar för Urawa Reds.
Shiho Kohata spelade 2 landskamper för det japanska landslaget. Hon deltog bland annat i Asiatiska mästerskapet i fotboll för damer 2014.